# Oud-Heverlee Leuven

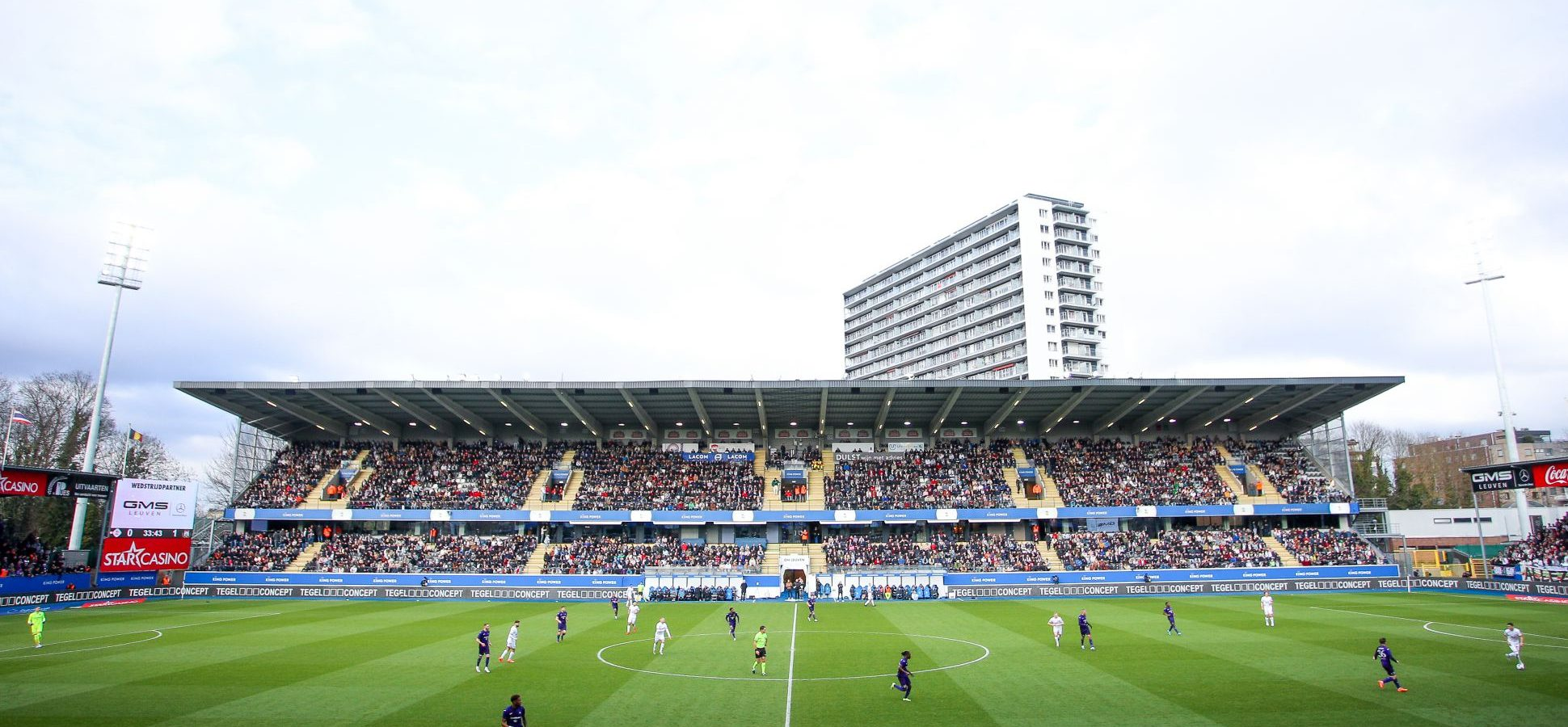

Oud-Heverlee Leuven, ook wel OH Leuven of OHL genoemd, is een Belgische voetbalclub uit Oud-Heverlee en Leuven. De club met stamnummer 18 ontstond in 2002 uit de fusie van drie oude Leuvense clubs; Stade Leuven, Zwarte Duivels Oud-Heverlee en Daring Club Leuven. Hiermee is Oud-Heverlee Leuven de derde jongste Europese professionele club die speelt in eerste klasse, na RB Leipzig (2009) en FK Krasnodar (2008). De clubkleur is wit met daarnaast ook groen, rood en zwart. De ploeg heeft als thuisstadion King Power at Den Dreef (in de volksmond 'Den Dreef' genoemd) en vanaf het seizoen 2016/17 tot 2019/20 kwam de club uit in de Eerste Klasse B, na in totaal vier seizoenen te hebben gespeeld in de Eerste Klasse. Sinds 2020 speelt de club weer in Eerste Klasse A.
De A-kern speelt z'n thuiswedstrijden in het stadion Den Dreef in Heverlee. De B-kern speelt z'n thuiswedstrijden in het Bergéstadion   in Tienen. Daarnaast heeft de club ook het Gemeentelijk Stadion in Oud-Heverlee, waar jeugdploegen spelen en het Jeugdcomplex Bruineveld in Kessel-Lo.
In 2017 werd de club overgenomen door het Thaise bedrijf King Power, tevens eigenaar van de Engelse voetbalclub Leicester City.
Na 16 jaar onder het stamnummer 6142 van Zwarte Duivels Oud-Heverlee gespeeld te hebben, werd in juli 2018 het voormalige stamnummer 18 van K. Stade Leuven opnieuw in gebruik genomen. Dit om de rijke Leuvense voetbalgeschiedenis in de verf te zetten.

## Geschiedenis

### Drie Leuvense clubs
De club ontstond in 2002 uit de fusie van drie clubs uit Leuven en Oud-Heverlee.
De club K. Stade Leuven werd in 1903 opgericht, toen nog als Stade Louvaniste. Deze club kreeg het stamnummer 18 toegekend. Bij het 25-jarig bestaan in 1928 werd de naam Royal Stade Louvaniste, in 1967 werd het de Vlaamse naam Koninklijke Stade Leuven. Snel na de oprichting speelde de club al in de eerste afdeling (de toenmalige benaming voor de tweede klasse), bij de hervorming van de competities in 1926 degradeerde de club echter. In de jaren 30 en 40 bereikte de club weer de tweede reeks, in 1949 won Leuven de eerste afdeling A, met promotie naar de eerste klasse tot gevolg. Dit verblijf was in eerste instantie echter van korte duur. Leuven werd laatste en degradeerde weer. Kort daarop, in 1953, zakte ze zelfs weg naar de derde klasse. Nog enkele jaren later, in 1958, viel de club terug naar de vierde klasse; tot de jaren zeventig zou de club niet meer hoger spelen. Sindsdien ging de club wat op en neer tussen de derde en vierde klasse, met in de jaren 80 nog een aantal seizoenen in tweede klasse. Bij de fusie was K. Stade Leuven een derdeklasser.
In 1945 ontstond de club K. Daring Club Leuven, als gevolg van een aantal fusies van voetbal- en atletiekclubs (Victoria, Sporting en Hooger Op Leuven). De ploeg kreeg stamnummer 223. Later werd de naam Koninklijke Daring Club Leuven. In 1951 won deze club de tweede afdeling A (de toenmalige benaming voor de derde klasse), maar door competitiehervormingen bleef het verblijf in de eerste afdeling (tweede klasse) beperkt tot één seizoen. Door de degradaties en promoties in die periode, speelden de stadsgenoten in 1951 en 1953 in dezelfde reeks. Tot 1964 speelde Daring vervolgens verder in de derde klasse, en was zo de hoogst gerangschikte van beide Leuvense clubs. Daarna volgde degradatie naar de vierde klasse, waar opnieuw een derby met de stadsgenoot kon plaatsvinden. In 1966 werd Daring laatste, en verdween zo ondanks later opnieuw nog enkele seizoenen vierde klasse uiteindelijk in de provinciale voetbalreeksen.
In 1957 sloot de club Zwarte Duivels Oud-Heverlee zich aan bij de KBVB, deze ploeg kreeg het stamnummer 6142. Tegen 2002 was dit team uit de provinciale reeksen opgeklommen tot de derde nationale reeks.

### De fusie
Begin maart 2002 trachtte het Leuvense stadsbestuur het voetbal in de stad uit het slop te halen, het bracht toen de twee Leuvense clubs Stade en Daring samen. Op 11 maart bereikte men tussen beide clubs reeds een principieel akkoord. Onvoorziene problemen dreigden echter te zorgen dat de fusieclub hetzelfde lot als deze twee clubs zou beschoren zijn, daarom ging men ook gesprekken aan met Zwarte Duivels Oud-Heverlee. Op 27 maart 2002 besliste men uiteindelijk om van de drie teams één nieuwe fusieclub te vormen. Als clubnaam werd de versmelting van beide gemeentenamen Oud-Heverlee en Leuven gekozen; zo ontstond Oud-Heverlee Leuven. De club zou in de derde klasse van start gaan, met het stamnummer van Oud-Heverlee, en spelen op het Leuvens Sportcentrum. De ploeg zou in witte uitrusting spelen, met een zwarte, groene en rode streep als verwijzing naar de oorspronkelijke clubs.
In haar eerste seizoen dwong de fusieclub meteen een plaats af in de eindronde, maar verloor uiteindelijk de finale tegen VC Eendracht Aalst 2002 na strafschoppen. Twee jaar later, in 2005, bereikte OH Leuven opnieuw de eindronde en dwong ook de promotie af naar tweede klasse. Het versloeg in de finale CS Visé na verlengingen met 4-2, in een wedstrijd waar een hoofdrol was weggelegd voor François Sterchele met 2 doelpunten. De eerste twee seizoenen in tweede klasse behaalde OHL een plaats in de subtop. In het seizoen 2007/08 eindigde OH Leuven op een derde plaats en mocht voor het eerst meedingen voor de promotie naar de hoogste afdeling via de eindronde. Hierin werd het team echter kansloos uitgeschakeld zonder punten.

### Promotie naar Eerste Klasse
In het seizoen 2010/11 werd OHL kampioen in Tweede Klasse en promoveerde zo naar Eerste Klasse. Voor het eerst sinds 1949/50 speelde zo weer een Leuvense club in de hoogste nationale afdeling. Het eerste seizoen in Eerste Klasse bleek meteen een succes. Dit bleek toen OHL op 3 maart 2012 erin slaagde zich te handhaven. Na een 0-0 tegen K. Lierse SK wist OHL het behoud te verzekeren waardoor er voor het eerst een Leuvense ploeg twee seizoenen na elkaar in Eerste Klasse zou spelen. Het eindigde datzelfde seizoen op een 14de plaats in de reguliere competitie, en op een tweede plaats in Play-Off 2 net achter Cercle Brugge. Het seizoen 2012/13 eindigde OHL op een 10de plaats. Het won echter Play-Off 2 met 10 punten (evenveel als KV Mechelen, maar met meer gemaakte doelpunten). De finale van Play-Off 2 werd tweemaal verloren tegen AA Gent met 1-4. Het seizoen 2013/14 werd met veel ambitie gestart, maar eindigde in mineur. OHL eindigde op een voorlaatste plaats nadat het over een heel seizoen buitenshuis niet kon winnen, en maar 3 punten wist te rapen. In Play-off 3 toonde OHL zich de betere van RAEC Mons, maar kon dit niet bevestigen in de eindronde met de tweedeklassers waar OHL laatste werd met 7 punten.
OHL vatte het seizoen 2014/15 na 3 jaar op het hoogste niveau opnieuw aan in Tweede Klasse. De ambitie was om kampioen te spelen en zo onmiddellijk terug naar Eerste Klasse terug te keren. Het seizoen begon goed voor OHL waarin het de eerste periodetitel wist te veroveren. Nadien volgde een periode van wisselvalligheid waarin OHL de leidersplaats moest afstaan. OHL zou niet meer eerste komen te staan, in tegenstelling tot Sint-Truiden VV dat kampioen werd. OHL zou de eindronde aanvatten tegen Lommel United, AS Eupen en K. Lierse SK (dat Play-Off 3 gewonnen had). OHL begon hierin zeer goed na zeges tegen Lommel United en K. Lierse SK, en een draw tegen Eupen. Op de laatste speeldag had OHL 2 punten voorsprong op Eupen waardoor de laatste speeldag de beslissing moest brengen. OHL had hierbij genoeg aan een gelijkspel op bezoek bij Eupen. De wedstrijd eindigde op een 0-1 overwinning voor OHL na een doelpunt van Jovan Kostovski waardoor OHL op 24 mei 2015 zich na een jaar afwezigheid opnieuw verzekerde van zijn plaats in Eerste Klasse.
Het seizoen 2015/16 kon voor OHL niet slechter starten. De aanvallende onmacht zorgde voor 0 op 9 en fnuikte de seizoensstart voor OHL. Trainer Jacky Mathijssen vond ondanks de klasse van spelers als Yohan Croizet, John Bostock en vooral KRC Genk-huurling Leandro Trossard maar geen type-elftal. Pas na 16 speeldagen greep het bestuur in en werd Mathijssen de laan uit gestuurd. Zijn vervanger Emilio Ferrera kreeg OHL al snel op de rails. Toch bleven de behaalde punten niet in verhouding staan tot de geleverde prestaties. Gaandeweg werd het duidelijk dat OHL niet in staat bleek om een voorsprong vast te houden en verloor het meermaals in de laatste fase van de wedstrijd punten. Toen aan het licht kwam dat kapitein Romain Reynaud had gegokt op een wedstrijd van de beloften kwamen zowel hij als doelman Rudy Riou in het oog van de storm terecht. Beiden waren immers meermaals aan het flateren geslagen in het rechtstreekse degradatieduel met Moeskroen dat in extremis met 3-1 verloren werd. Het OHL-bestuur -dat zelf de UEFA ingelicht had over een mogelijk gokschandaal- schorste echter geen van beide spelers. Ondertussen was OHL echter in de gevarenzone terechtgekomen, maar plots bleek de Leuvense defensie een pak solieder dan voorheen. In een aartsmoeilijke degradatiestrijd stuntte OHL tot tweemaal toe met een 4-1 overwinning tegen Oostende en een 1-1 gelijkspel op het veld van landskampioen AA Gent. De beslissing zou echter op de laatste speeldag van de reguliere competitie vallen. Leuven had genoeg aan een punt thuis tegen Club Brugge en speelde een sterke partij, de leider in het klassement ging echter met de punten aan de haal. Westerlo won van het reeds geredde Waasland-Beveren en zo kreeg OHL alsnog de rode lantaarn toegeschoven en degradeerde het naar Eerste Klasse B, de nieuwe naam voor Tweede Klasse.

### De overname door King Power
OHL zou uiteindelijk vier seizoen doorbrengen in de Eerste Klasse B. Het eerste seizoen speelde OHL tegen de degradatie en wist het op de laatste speeldag van Play Off 3 het behoud te bewerkstelligen in de thuismatch tegen Lommel (1-0 winst), waardoor deze laatste moest zakken. In 2017 werd OHL overgenomen door King Power, dat ook eigenaar is van het Engelse Leicester City. De ambitie was dan ook om zo snel mogelijk naar 1A te promoveren. Het eerste seizoen onder King Power speelde OHL mee bovenin, maar kon het geen periode winnen waardoor het (ondanks een tweede plaats in de reguliere competitie) niet mocht strijden voor promotie. In Play-Off 2 eindigde OHL op een vierde plaats. Het seizoen 2018/2019 werd een tegenvaller. Opnieuw streed OHL een heel seizoen tegen de degradatie. In Play Off 3 wist het zich echter wel zonder problemen te handhaven. Het vierde seizoen in 1B zou uiteindelijk succesvol blijken. OHL haalde de eerste periode binnen en mocht zich, na een tegenvallende tweede periode, opmaken voor een promotiefinale tegen Beerschot VA. De eerste wedstrijd haalde Beerschot het met 1-0. De terugwedstrijd diende als gevolg van de Coronacrisis uitgesteld te worden. Uiteindelijk nam de Pro League de beslissing dat zowel OHL als Beerschot zouden worden toegevoegd aan Eerste Klasse A. Hierdoor zou de terugwedstrijd van de promotiefinale enkel nog voor de eer gespeeld worden. In deze wedstrijd wist Beerschot opnieuw te winnen, ditmaal met 1-4. Ondanks het dubbele verlies in de promotiefinale mocht OHL zich na 4 jaar in het vagevuur van 1B terug opmaken voor voetbal op het hoogste niveau.

## Sponsoren
Bij de oprichting in 2002 werd wit gekozen als clubkleur, met het logo van de nieuwe club een combinatie van het groen van Stade Leuven, het zwart van Zwarte Duivels Oud-Heverlee en het rood van Daring Leuven. Door de jaren heen is het thuisshirt wit gebleven, vaak versierd met een paar rode of groene strepen of gekleurde mouwen. De kleur van het uitshirt wisselde meestal tussen rood en groen, maar ook tussen zwart en geel.
| Periode   | Kledingsponsor | Shirtsponsor                |
| --------- | -------------- | --------------------------- |
| 2002-2005 | Erima          | Vandezande NV               |
| 2005-2008 | Erima          | Option NV                   |
| 2008-2015 | Vermarc        | Option NV                   |
| 2015-2016 | Vermarc        | Just Eat                    |
| 2016-2017 | Vermarc        | Leuven Klimaatneutraal 2030 |
| 2017-2019 | Vermarc        | King Power                  |
| 2019-2022 | Adidas         | King Power                  |
| 2022-     | Stanno         | Star Casino                 |

## Erelijst

### Nationaal
Belgische Tweede Klasse
Winnaar (1): 2010/11

### Individuele trofeeën
Verschillende spelers en/of trainers behaalden een trofee toen ze voor de club speelden:
Pro Assist (1)
2021 (Xavier Mercier)
Trofee Raymond Goethals (1)
2021 (Marc Brys)

## Resultaten
| Seizoen | Klasse | Klasse | Klasse | Klasse | Klasse | Klasse | Klasse | Reeks           | Punten | Opmerkingen                                                                                    | Beker van België |
| | I      | II     | III    | IV     | P.I    | P.II   | P.III  |                 |        |                                                                                                | Beker van België |
| --- | ------ | ------ | ------ | ------ | ------ | ------ | ------ | --------------- | ------ | ---------------------------------------------------------------------------------------------- | ---------------- |
| Als Oud-Heverlee Leuven (fusie van Zwarte Duivels Oud-Heverlee met K. Stade Leuven en K. Daring Club Leuven) |        |        |        |        |        |        |        |                 |        |                                                                                                |                  |
| 2002/03 |        |        | 2      |        |        |        |        | Derde klasse B  | 59     | Eindronde, met winst tegen KV Oostende, Patro Maasmechelen, maar verlies tegen Eendracht Aalst | R4               |
| 2003/04 |        |        | 3      |        |        |        |        | Derde klasse B  | 53     |                                                                                                | R5               |
| 2004/05 |        |        | 2      |        |        |        |        | Derde klasse B  | 62     | Winst eindronde, na winst tegen Torhout 1992 KM, KFC Denderleeuw en CS Visé                    | R4               |
| 2005/06 |        | 6      |        |        |        |        |        | Tweede klasse   | 50     |                                                                                                | 1/8              |
| 2006/07 |        | 5      |        |        |        |        |        | Tweede klasse   | 56     |                                                                                                | R5               |
| 2007/08 |        | 3      |        |        |        |        |        | Tweede klasse   | 61     | Vierde in eindronde met 0 punten, verlies tegen AFC Tubize, Antwerp FC en KVSK United          | 1/8              |
| 2008/09 |        | 12     |        |        |        |        |        | Tweede klasse   | 46     |                                                                                                | 1/16             |
| 2009/10 |        | 9      |        |        |        |        |        | Tweede klasse   | 45     |                                                                                                | 1/16             |
| 2010/11 |        | 1      |        |        |        |        |        | Tweede klasse   | 73     |                                                                                                | R5               |
| 2011/12 | 14     |        |        |        |        |        |        | Eerste klasse   | 29     | Tweede in Play-Off II A met 10 punten                                                          | 1/16             |
| 2012/13 | 10     |        |        |        |        |        |        | Eerste klasse   | 36     | Eerste in Play-Off II B met 10 punten, Finale Play-Off II verloren tegen AA Gent               | 1/16             |
| 2013/14 | 15     |        |        |        |        |        |        | Eerste klasse   | 27     | Eerste in Play-Off III, vierde in eindronde met 7 punten tegen St-Truiden, Eupen en Moeskroen  | 1/8              |
| 2014/15 |        | 5      |        |        |        |        |        | Tweede klasse   | 61     | Winst in eindronde met 14 punten tegen Lommel United, AS Eupen en K. Lierse SK                 | 1/16             |
| 2015/16 | 16     |        |        |        |        |        |        | Eerste klasse   | 29     |                                                                                                | 1/8              |
| | 1A     | 1B     | 1Am    | 2Am    | 3Am    | P.I    | P.II   |                 |        |                                                                                                |                  |
| 2016/17 |        | 7      |        |        |        |        |        | Eerste klasse B | 30     | Tweede in Play Off 3 met AFC Tubize, Cercle Brugge en Lommel United                            | 1/16             |
| 2017/18 |        | 2      |        |        |        |        |        | Eerste klasse B | 47     | Vierde in Play Off 2 met Zulte Waregem, KV Kortrijk, Moeskroen, Waasland-Beveren en Lierse     | 1/16             |
| 2018/19 |        | 7      |        |        |        |        |        | Eerste klasse B | 29     | Eerste in Play Off 3 met Lommel SK, SV Roeselare en AFC Tubize                                 | R5               |
| 2019/20 |        | 3      |        |        |        |        |        | Eerste klasse B | 46     | Winnaar periode 1. Promotie als gevolg van de tijdelijke uitbreiding van 1A naar 18 ploegen    | 1/16             |
| 2020/21 | 11     |        |        |        |        |        |        | Eerste klasse A | 45     |                                                                                                | 1/16             |
| 2021/22 | 11     |        |        |        |        |        |        | Eerste klasse A | 41     |                                                                                                | 1/4              |
| 2022/23 | 10     |        |        |        |        |        |        | Eerste klasse A | 48     |                                                                                                | 1/8              |
| 2023/24 | 12     |        |        |        |        |        |        | Eerste klasse A | 29     |                                                                                                | 1/4              |
| 2024/25 | 11     |        |        |        |        |        |        | Eerste klasse A | 37     |                                                                                                | 1/4              |
| 2025/26 |        |        |        |        |        |        |        | Eerste klasse A |        |                                                                                                |                  |

### Grafiek eindstanden
| 2 |

| 3 |

| 2 |

| 6 |

| 5 |

| 3 |

| 12 |

| 9 |

| 1 |

| 14 |

| 10 |

| 15 |

| 5 |

| 16 |

| 7 |

| 2 |

| 7 |

| 3 |

| 11 |

| 11 |

| 10 |

| 12 |

| 11 |

## Statistieken en records

### Spelersrecords

#### Meeste wedstrijden
|     | Nationaliteit   | Naam                | Periode              | Wedstrijden |
| --- | --------------- | ------------------- | -------------------- | ----------- |
| 1.  | België          | Bjorn Ruytinx       | 2004-2014            | 248         |
| 2.  | België          | Mathieu Maertens    | 2017-heden           | 216         |
| 3.  | België          | Joeri Vastmans      | 2005-2011            | 179         |
| 4.  | België          | Thomas Azevedo      | 2011-2018            | 170         |
| 5.  | België          | Pierre-Yves Ngawa   | 2015-2017, 2019-2024 | 134         |
| 6.  | België          | Tail Schoonjans     | 2004-2012            | 132         |
| 7.  | België          | Siebe Schrijvers    | 2021-heden           | 131         |
| 8.  | Noord-Macedonië | Jovan Kostovski     | 2013-2019            | 123         |
| 9.  | België          | Kenneth Van Goethem | 2010-2016            | 118         |
| 10. | België          | Logan Bailly        | 2012-2015            | 113         |

#### Meeste goals
|     | Nationaliteit   | Naam                    | Periode              | Doelpunten |
| --- | --------------- | ----------------------- | -------------------- | ---------- |
| 1.  | België          | Bjorn Ruytinx           | 2004-2014            | 77         |
| 2.  | België          | Mathieu Maertens        | 2017-heden           | 47         |
| 3.  | Frankrijk       | Thomas Henry            | 2019-2021            | 45         |
| 4.  | Noord-Macedonië | Jovan Kostovski         | 2013-2019            | 35         |
| 4.  | België          | Jordan Remacle          | 2010-2012, 2015-2016 | 35         |
| 5.  | België          | François Sterchele      | 2004-2005            | 29         |
| 6.  | België          | Toni Brogno             | 2006-2008            | 25         |
| 6.  | Tunesië         | Hamdi Harbaoui          | 2010-2011            | 25         |
| 7.  | Gambia          | Ebrahima Sawaneh        | 2012-2014            | 21         |
| 8.  | Engeland        | John Bostock            | 2014-2016            | 20         |
| 8.  | België          | Esteban Casagolda       | 2016-2019            | 20         |
| 8.  | IJsland         | Jón Dagur Thorsteinsson | 2022-2024            | 20         |
| 9.  | België          | Thomas Azevedo          | 2011-2018            | 19         |
| 10. | Benin           | Yannick Aguemon         | 2017-2022            | 18         |
| 10. | Frankrijk       | Xavier Mercier          | 2019-2022            | 18         |
| 10. | Nigeria         | Derick Ogbu             | 2011-2013            | 18         |

### Transfers

#### Duurste inkomende
|    | Naam                   | Nationaliteit | Gekocht van         | Prijs       | Seizoen |
| -- | ---------------------- | ------------- | ------------------- | ----------- | ------- |
| 1  | Jonatan Braut Brunes   | Noorwegen     | Strømsgodset IF     | € 2.600.000 | 2023/24 |
| 2  | Chukwubuikem Ikwuemesi | Nigeria       | US Salernitana 1919 | € 1.800.000 | 2024/25 |
| 3  | Siebe Schrijvers       | België        | Club Brugge         | € 1.700.000 | 2020/21 |
| 4  | Sofian Kiyine          | Marokko       | SS Lazio            | € 1.600.000 | 2022/23 |
| 5  | Youssef Maziz          | Frankrijk     | FC Metz             | € 1.500.000 | 2023/24 |
| 6  | Kento Misao            | Japan         | CD Santa Clara      | € 1.300.000 | 2023/24 |
| 6  | Konan N'Dri            | Ivoorkust     | KAS Eupen           | € 1.300.000 | 2023/24 |
| 7  | Kawin Thamsatchanan    | Thailand      | Muangthong United   | € 1.250.000 | 2017/18 |
| 8  | Ezechiel Banzuzi       | Nederland     | NAC Breda           | € 1.200.000 | 2023/24 |
| 9  | Musa Al-Taamari        | Jordanië      | APOEL FC            | € 1.100.000 | 2020/21 |
| 9  | Raz Shlomo             | Israël        | Maccabi Netanya     | € 1.100.000 | 2023/24 |
| 10 | Casper De Norre        | België        | KRC Genk            | € 1.000.000 | 2021/22 |
| 10 | Emmanuel Toku          | Ghana         | Botev Plovdiv       | € 1.000.000 | 2022/23 |

- Bron: https://www.transfermarkt.be/oud-heverlee-leuven/transferrekorde/verein/2727

#### Duurste uitgaande
|    | Naam                    | Nationaliteit | Verkocht aan     | Prijs        | Seizoen |
| -- | ----------------------- | ------------- | ---------------- | ------------ | ------- |
| 1  | Ezechiel Banzuzi        | Nederland     | RB Leipzig       | € 16.000.000 | 2025/26 |
| 2  | Mandela Keita           | België        | R. Antwerp FC    | € 8.000.000  | 2024/25 |
| 3  | Thomas Henry            | Frankrijk     | Venezia FC       | € 5.500.000  | 2021/22 |
| 4  | Louis Patris            | België        | RSC Anderlecht   | € 3.500.000  | 2023/24 |
| 5  | Joël Schingtienne       | België        | Venezia FC       | € 3.000.000  | 2024/25 |
| 6  | Casper De Norre         | België        | Millwall FC      | € 2.500.000  | 2023/24 |
| 7  | Richie Sagrado          | België        | Venezia FC       | € 2.000.000  | 2024/25 |
| 8  | Konan N'Dri             | Ivoorkust     | US Lecce         | € 1.500.000  | 2024/25 |
| 9  | Jón Dagur Thorsteinsson | IJsland       | Hertha BSC       | € 1.400.000  | 2024/25 |
| 10 | Raz Schlomo             | Israël        | Maccabi Tel-Aviv | € 1.150.000  | 2023/24 |
| 11 | Jordan Remacle          | België        | KAA Gent         | € 815.000    | 2012/13 |

- Bron: https://www.transfermarkt.be/oud-heverlee-leuven/rekordabgaenge/verein/2727

### Resultaten
In Derde klasse:
- grootste thuiszege: OH Leuven - KVV Overpelt-Fabriek 5-0 (seizoen 2002-2003)
- grootste uitzege: Royal Francs Borains - OH Leuven 0-5 (seizoen 2004-2005)
- grootste thuisnederlaag: OH Leuven - Royale Union Saint-Gilloise 1-5 (seizoen 2003-2004)
- grootste uitnederlaag: AFC Tubize - OH Leuven 3-2 (seizoen 2002-2003) en Sprimont Comblain Sport - OH Leuven 3-2 (seizoen 2004-2005)

In Tweede klasse / Eerste klasse B:
- grootste thuiszege: OH Leuven - KV Woluwe-Zaventem 7-0 (seizoen 2014-2015)
- grootste uitzege: UR Namur - OH Leuven 0-5 (seizoen 2007-2008)
- grootste thuisnederlaag: OH Leuven - Antwerp FC 0-5 (seizoen 2006-2007) en OH Leuven - RAEC Mons 0-5 (seizoen 2009-2010)
- grootste uitnederlaag: K. Lierse SK - OH Leuven 5-0 (seizoen 2009-2010) en KVK Tienen - OH Leuven 5-0 (seizoen 2009-2010)
- grootste aantal gemaakte doelpunten thuis: OH Leuven - KV Woluwe-Zaventem 7-0 (seizoen 2014-2015) en OH Leuven - Cercle Brugge 7-1 (seizoen 2017-2018)
- grootste aantal gemaakte doelpunten uit: UR Namur - OH Leuven 0-5 (seizoen 2007-2008)
- grootste aantal tegendoelpunten thuis: OH Leuven - KVSK United Overpelt-Lommel 3-6 (seizoen 2009-2010)
- grootste aantal tegendoelpunten uit: FCV Dender EH - OH Leuven 5-2 (seizoen 2006-2007) en Red Star Waasland - OH Leuven 5-2 (seizoen 2008-2009) en K. Lierse SK - OH Leuven 5-0 (seizoen 2009-2010) en KVK Tienen - OH Leuven 5-0 (seizoen 2009-2010)
- grootste aantal doelpunten in één wedstrijd: OH Leuven - KVSK United Overpelt-Lommel 3-6 (seizoen 2009-2010)

In Eerste klasse / Eerste klasse A:
- grootste thuiszege: OH Leuven - RFC Seraing 5-0 (seizoen 2022-2023)
- grootste uitzege: KV Mechelen - OH Leuven 1-5 (seizoen 2012-2013)
- grootste thuisnederlaag: OH Leuven - Sporting Lokeren 2-6 (seizoen 2012-2013)
- grootste uitnederlaag: AA Gent - OH Leuven 6-1 (seizoen 2011-2012)
- grootste aantal gemaakte doelpunten thuis: OH Leuven - Waasland-Beveren 5-2 (seizoen 2012-2013)
- grootste aantal gemaakte doelpunten uit: KV Mechelen - OH Leuven 1-5 (seizoen 2012-2013)
- grootste aantal tegendoelpunten thuis: OH Leuven - Sporting Lokeren 2-6 (seizoen 2012-2013)
- grootste aantal tegendoelpunten uit: AA Gent - OH Leuven 6-1 (seizoen 2011-2012) en Cercle Brugge - OH Leuven 6-4 (seizoen 2011-2012)
- grootste aantal doelpunten in één wedstrijd: Cercle Brugge - OH Leuven 6-4 (seizoen 2011-2012)

### Toeschouwers
Gemiddeld aantal toeschouwers:
- Seizoen 2005-2006: 2.576 - Tweede Klasse
- Seizoen 2006-2007: 2.512 - Tweede Klasse
- Seizoen 2007-2008: ???? - Tweede Klasse
- Seizoen 2008-2009: 2.144 - Tweede Klasse
- Seizoen 2009-2010: 2.100 - Tweede Klasse
- Seizoen 2010-2011: 3.349 - Tweede Klasse
- Seizoen 2011-2012: 7.269 - Eerste Klasse
- Seizoen 2012-2013: 8.019 - Eerste Klasse
- Seizoen 2013-2014: 8.373 - Eerste Klasse
- Seizoen 2014-2015: 5.257 - Tweede Klasse
- Seizoen 2015-2016: 7.160 - Eerste Klasse
- Seizoen 2016-2017: 4.598 - Tweede Klasse
- Seizoen 2017-2018: 4.361 - Tweede Klasse
- Seizoen 2018-2019: 4.248 - Tweede Klasse
- Seizoen 2019-2020: 3.737 - Tweede Klasse
- Seizoen 2020-2021: 0 - Eerste Klasse *
- Seizoen 2021-2022: 5.013 - Eerste Klasse
- Seizoen 2022-2023: 6.275 - Eerste Klasse
- Seizoen 2023-2024: 7.714 - Eerste Klasse

* Noot: Omwille van Covid-19 werden er geen supporters toegelaten in de stadions.

## Spelerskern
| No.           | Naam                   | Nationaliteit    | Geb.datum  | Vorige club            |
| ------------- | ---------------------- | ---------------- | ---------- | ---------------------- |
| Keepers       |                        |                  |            |                        |
| 1             | Tobe Leysen            | België           | 09/03/2002 | KRC Genk               |
| 16            | Maxence Prévot         | Frankrijk        | 09-04-1997 | FC Sochaux             |
| 61            | Owen Jochmans          | België           | 28/01/2003 | Eigen jeugd            |
| Verdedigers   |                        |                  |            |                        |
|               | Noë Dussenne           | België           | 07/04/1992 | laussane-sport         |
| 3             | Antef Tsoungui         | België           | 30/12/2002 | Feyenoord              |
| 5             | Takuma Ominami         | Japan            | 13/12/1997 | Kawasaki Frontale      |
| 14            | Federico Ricca         | Uruguay          | 01/12/1994 | Club Brugge            |
| 15            | Viktor Damjanic        | Kroatië          | 03/11/2005 | FK Jedinstvo Ub        |
| 27            | Óscar Gil              | Spanje           | 26/04/1998 | RCD Espanyol           |
| 28            | Ewoud Pletinckx        | België           | 10/10/2000 | Zulte Waregem          |
| 30            | Takahiro Akimoto       | Japan            | 31/01/1998 | Urawa Red Diamonds     |
| 34            | Roggerio Nyakossi      | Zwitserland      | 13/01/2004 | Olympique Marseille    |
| 58            | Hasan Kuruçay          | Turkije          | 31/08/1997 | Eintracht Braunschweig |
| 63            | Christ Souanga         | België           | 23/10/2006 | Eigen jeugd            |
| 66            | Ayumu Ōhata            | Japan            | 27/04/2001 | Urawa Red Diamonds     |
| 77            | Thibault Vlietinck     | België           | 19/08/1997 | Club Brugge            |
| Middenvelders |                        |                  |            |                        |
| 4             | Birger Verstraete      | België           | 16/04/1994 | Aris FC                |
| 6             | Ezechiel Banzuzi       | Nederland        | 16/02/2005 | NAC Breda              |
| 8             | Siebe Schrijvers       | België           | 18/07/1996 | Club Brugge            |
| 10            | Youssef Maziz          | Frankrijk        | 04/06/1998 | FC Metz                |
| 25            | Manuel Osifo           | België           | 31/07/2003 | KV Oostende            |
| 33            | Mathieu Maertens       | België           | 27/03/1995 | Cercle Brugge          |
| 55            | Wouter George          | België           | 03/03/2002 | Eigen jeugd            |
|               | Bryang Kayo            | Verenigde Staten | 27/07/2002 | VFL Osnabrück          |
| Aanvallers    |                        |                  |            |                        |
| 7             | Thibaud Verlinden      | België           | 09/07/1999 | Beerschot VA           |
| 9             | Lequincio Zeefuik      | Nederland        | 26/11/2004 | AZ Alkmaar             |
| 11            | Casper Terho           | Finland          | 24/06/2003 | België                 |
| 19            | Chukwubuikem Ikwuemesi | Nigeria          | 05/08/2001 | US Salernitana 1919    |
| 21            | William Balikwisha     | Congo-Kinshasa   | 12/05/1999 | Standard Luik          |
| 22            | Jovan Mijatović        | Servië           | 11/07/2005 | New York City FC       |
| 23            | Stefan Mitrović        | Servië           | 15/08/2002 | Hellas Verona          |
| 20            | Nachon Nsingi          | België           | 24/04/2001 | Marítimo               |
| 9             | Abdoul Karim Traoré    | Guinee           | 12/01/2007 | Bourg-en-Bresse        |

| technisch directeur  =  Gyorgy Csepregi
| sportief raadgever   =  Ariël Jacobs
| trainer              =  David Hubert
| assistent-trainer    =  Rudi Cossey 
  Tibor Balog

## Technische staf
| Naam              | Nationaliteit | Functie                | Sinds      | Vorige club            |
| ----------------- | ------------- | ---------------------- | ---------- | ---------------------- |
| Technische staf   |               |                        |            |                        |
| David Hubert      | België        | Hoofdtrainer           | 16/06/2025 | RSC Anderlecht         |
| Rudi Cossey       | België        | Assistent-trainer (T2) | 17/06/2025 | Sporting Charleroi     |
| Tibor Balog       | Hongarije     | Assistent-trainer (T3) | 03/12/2024 | R. Union Tubize-Braine |
| Bram Verbist      | België        | Keeperstrainer         | 16/06/2020 | Sint-Truidense VV      |
| Mehdi Hosseinpour | Iran          | Video-analist          | 01/07/2021 | Iran                   |

## Voorzitters
- Henri Kumps (2002–2010)
- Jan Callewaert (2010–2014)
- Jimmy Houtput (2014–2016)
- Chris Vandebroeck (2016–2018)
- Vichai Srivaddhanaprabha (2018)
- Aiyawatt Srivaddhanaprabha (2018-...)